# لپویی
لَپویی، شهری در بخش مرکزی شهرستان شیراز در استان فارس ایران است.شهر لپویی بعد از شهر صدرا دومین شهر نو ظهور و برنامه ریزی شده در نزدیکی کلانشهر شیراز است که طی چندین مرحله توسط مشاورین وزارت راه شهرسازی و وزارت کشور پروژه هایی از جمله طرحهای ملی مسکن ، محور ترانزیتی، منطقه ویژه اقتصادی و صنعتی، خدمات حمل و نقل ریلی و جاده ای طراحی و یا در حال اجرا می باشد.  
شهر لپویی دارای یک شهرک آپارتمانی بنام امام رضا ( ع) است که جمعیت زیادی را در خود قرار داده است. 
لپویی نام محوری است که قسمتی از بزرگراه ۶۵ را به آزاد راه ۷ جنوب کشور متصل میکند.
```
[
۱
]
```

## موقعیت جغرافیایی
لپویی شهری است که در ۲۵ کیلومتری شمال غربی شیراز  قرار دارد. لپویی از شرق به شهر زرقان، از غرب به شهرستان بیضا، از جنوب به شیراز و‌ شهر صدرا و از شمال به شهرستان مرودشت متصل است. لپویی تا سال ۱۳۹۷ از نظر تقسیمات کشوری جزو حوزه پانزده شیراز بود و با شهرستان شدن زرقان از (شیراز) جدا گردید و به زرقان پیوست.
طرح پیشنهادی تشکیل شهرستان جدید شیراز شمالی (متشکل از دو شهر صدرا و لپویی ـ شهرک امام رضا ـ دهستان های چاه سرخ ـ شیخ عبود ـ کوشک هزار ـ علی آباد ـ تنگ خیاره ـ قصر قمشه و گلدشت) در سال ۱۴۰۱ در جلسه ی مطرح و در دستور کار بود که نتیجه نامشخص ماند.  
- طرح تونل مشترک ارتباطی

ما بین شهر صدرا و شهر لپویی فقط کوه کتک قرار دارد که عرض آن کمتر از ۸۰۰ متر است و با حفر تونل در آینده قرار است هر دو شهر به یکدیگر متصل شوند.
- حریم شهری و محدوده منطقه ای

شهر لپویی همزمان با یک شهر ( زرقان) و سه شهرستان مهم ( شیراز ـ مرودشت و بیضا) مرز مشترک دارد و در موقعیت جغرافیایی خیلی خوبی قرار گرفته است. از سمت شمال (دشت آهوچر) به شهرستان مرودشت، از غرب به کاروانسرای تاریخی آصف (شیخ عبود بیضا) و از جنوب به کوههای دشت کتک ما بین منطقه صدرای شیراز مجاورت و محدود می شود.

## حریم جدید ( الحاقی ۲ هزار هکتاری)
در دیماه سال ۱۳۹۷ توافقی ما بین اعضای شورای اسلامی شهر زرقان و شهر لپویی صورت پذیرفت که حریم جدیدی به شهر لپویی الحاق شود که توسط مشاورین راه شهرسازی استان و مسئولین، حریمی از اراضی کشاورزی و مقداری صنایع از زرقان جدا و به شهر لپویی الحاق و به تصویب رسید.  
از طرف پل خان مرودشت که به سمت شیراز حرکت کنید حدود ۳ کیلومتر مسافت که طی شود حریم جدید شهر لپویی به طول ۵ کیلومتر آغاز می شود و تا ۵۰۰ متر قبل از پل امام زاده قاسم به پایان می رسد° سمت راست بزرگراه حریم لپویی و سمت چپ بزرگراه حریم زرقان قرار دارد. این در حالی است که حریم شهر لپویی تا پل خان مرودشت فقط ۳ کیلومتر فاصله دارد و الحاقی جدید باعث شده تا هر دو شهر لپویی و شهر مرودشت به همدیگر  خیلی نزدیک تر شوند و در آینده از خدمات حمل و نقل، و دسترسی بهتر به یکدیگر برخوردار خواهند شد.( مصوب ۱۳۹۷)

## آزاد راه جدید
شهر لپویی در موقعیت استراتژیک استثنایی قرار گرفته است. و دلیلی که باعث مشهوری آن شده است ایجاد محور جدید مواصلاتی و ترانزیتی است که آزاد راه شیرازـ اصفهان را به بزرگراه شیرازـ اصفهان متصل میسازد.
قطعه ۷ آزاد راه جدید شیراز ـ اصفهان ( تنگ خیاره) به طول ۲۴ کیلومتر به لپویی متصل میشود، شهر لپویی از آن جهت که به بزرگراه شیرازـ اصفهان دسترسی دارد بستر مناسبی جهت کاهش بار ترافیکی و پل ارتباطی در خروجی و ورودی در شرق آزاد راه به بزرگراه را فراهم می سازد. و همین أمر باعث شده تا لپویی در آینده از خدمات و امتیازات خیلی خوبی برخوردار شود.
فاز جدید محور آزاد راه لپویی تا شهرستان خرامه و بعد از آن به استان کرمان و هرمزگان ادامه دارد.
```
برنامه محور دو‌ راهی جدید لپویی به اینگونه خواهد بود که از سمت شمال به شهر مرودشت، استان یزد و خراسان و از غرب به اصفهان، تهران و کهگیلویه و بویراحمد و از جنوب به شهر شیراز و بوشهر و از سمت شرق به شهرستان خرامه، کرمان و هرمزگان در أمر کوتاه سازی مسیر طراحی و تدابیر دیده شده است.
```

## پیشینه
شهر لپویی در ۲۰ کیلومتری جنوب میراث جهانی تخت جمشید و بیست و پنج کیلومتری شمال شیراز واقع گردیده است. در مورد وجه تسمیه لپویی گرچه واژه‌هایی چون لب کوه، لبرود و له پای بیان گردیده، ولی طبق نظر کارشناسان، لپویی یک نام باستانی است که تا کنون موفق به رمزگشایی آن نگردیده‌اند. قدمت لپویی طبق مستندات و کشفیات باستان‌شناسی به بیش از شش هزار سال قبل بازمی‌گردد.
عده ای معتقدند که کلمه لاپویی همانند شهرهایی همچون لو پوی-آن-ولی ، لاپا ، لاپو-لاپو ، لا لاپا، لاپوا ، لاپاز ، لیپا ، بر گرفته از واژگان فرانسوی و اسپانیایی باشد، اما در این مورد هیچ منبع موثقی وجود ندارد.
کلمه lapoei در زبان بلاروسی به معنی گوزن و lepui در زبان اسلوونی به معنی زیبا می باشد. 

لپویی یا لاپویی باستان طبق منابع معتبر ازجمله کتاب مرجع اطلس تاریخ ایران و کتاب پژوهش های باستان شناسی ایران جزو تپه های باستانی اولیه ایران زمین است که مهمترین آثار بدست آمده در آن زمان سفال و ظروف سرخ رنگ است که در اکثر مناطق باستانی ایران از جمله استان چهارمحال و بختیاری و کرمانشاه نظیر آن یافت شده است.
با گذشت چندین هزار سال از دوره لپویی اگر بر روی تپه ها و برخی دشت های لپویی قدم بگذارید هنوز تکه های شکسته سفال و کوزه ها وجود دارد. 
شهر لپویی در گذشته دارای چشمه و نهر آب شیرین بوده است و مردم فارس به نهر له نیز می‌گویند، آن را له پای به معنای پای له (پای نهر) نامگذاری کرده‌اند و به تدریج له پای به له پوی و لپویی تغییر یافته است.
برخی دیگران را لب رود دانسته‌اند و براین اعتقادند که به سبب مسیلی عظیم که بقایای آن به صورت خندق هنوز هم وجود دارد، این منطقه به این نام مشهور شده است و بعدها لب رود به لپویی تغییر پیدا کرده است.
عده ای دیگر ان را لب کوهی می‌دانند و دلیل آن را مجاورت رشته کوه‌های زاگرس با این منطقه دانسته‌اند، و واژه لب کوهی را به لپویی نزدیک تر می‌دانند.
یکی دیگر از این نام‌ها لاپویی است که ترکیبی از دوکلمه لا و پویی است و این کلمات را برگرفته از کلمه عربی لا به معنای نه و پویی از کلمهٔ فارسی پوییدن دانسته‌اند و دلیل این نامگذاری را این گونه اظهار داشته‌اند که چون لپویی در گذشته از منابع طبیعی و وحوش و تالاب و پرندگان مهاجر برخوردار بوده است، ان را لاپویی به معنای پیموده نشده و بکر و دست نخورده دانسته‌اند.

## جاذبه‌های گردشگری، تفریحی و تاریخی

### موزه لپویی

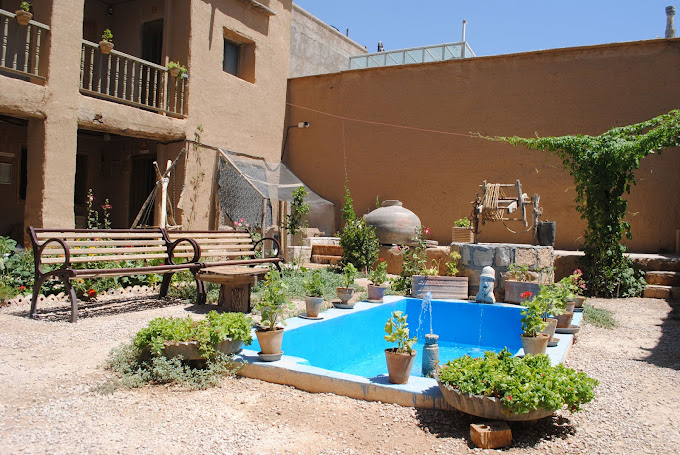
حیاط موزه شهر لپویی

مجموعه اقامتگاه بوم‌گردی (مهمانکده لپویی) و موزه مردم‌شناسی لپویی در ساختمانی با قدمت یکصد سال به سبک بالاخانه با معماری وفضایی روستایی در دو طبقه با دو ورودی (راه پله)، دارای شانزده اتاق که به صورت دو فصل طراحی گردیده از فروردین ماه سال ۱۳۹۵با مجوز رسمی از سازمان میراث فرهنگی استان فارس فعالیت خود را آغاز نموده. دراین مجموعه تعدادی از اتاق‌ها به موزه و تعدادی به عنوان اتاق اقامت و استراحت میهمانان در نظر گرفته شده، البته چند اتاق به صورت دومنظوره طراحی گردیده یعنی در ضمنی که شرایط استراحت برای میهمانان در آن‌ها درنظر گرفته شده، حال و هوای گذشته را نیز در ذهن تداعی می‌کند.

### باشگاه سوارکاری و پرورش اسب لپویی

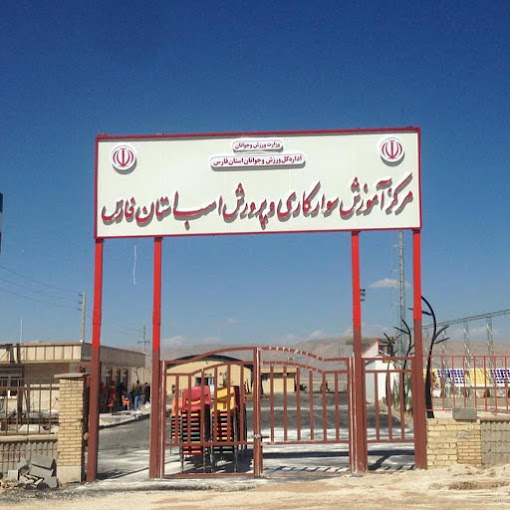
باشگاه سوارکاری و پرورش اسب شهر لپویی

باشگاه سوارکاری شهر لپویی در زمینی به مساحت ۲۰ هزار متر مربع احداث شده است. این مجموعه دارای دومانژ استاندارد تمرین و برگزاری مسابقات، سکوی مجهز و استاندارد تماشاچی، اتاق داوران، جایگاه V.I.P، اصطبل ۶۰ راسی، استخر شستشوی اسب، چمن مصنوعی، زمین تنیس خاکی و مرکز کنترل بهداشت اسب است. این باشگاه سوارکاری مجهز و استاندارد، بر اساس آخرین استانداردهای روز دنیا با نظارت اداره کل ورزش و جوانان استان فارس ساخته شده است.
- چشمه بیدکوه
- غار مغاره
- باغ‌های کتک
- تل شنگولی (تپه باستانی)
- تل قاضی
- پل گرگی
- حمام تاریخی
- قبرستان لپویی

### سفال قرمز

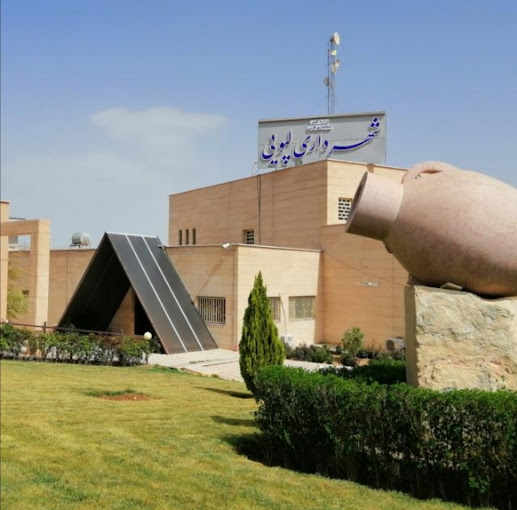
نماد سفال قرمز در شهرداری لپویی

سفال قرمز یکی از محصولات تاریخی شهر لپویی در دوران تاریخی لپویی است که قدمتی بیش از ۶ هزار سال دارد. لپویی یکی از بزرگ‌ترین سازنده سفال و ظروف سرخ در قرن میانه نو سنگی نیز به‌شمار می‌رود.( ۳۵۰۰ سال قبل از میلاد مسیح)  

## شهدا

### گلزار شهدای لپویی
گلزار شهدای لپویی در دل قبرستان شهر مانند ستاره ای درخشان خودنمایی می‌کند که در آن مزار شهدای ۸ سال دفاع مقدس، شهدای جانباز دفاع مقدس و مزار یادبودی شهدای مفغودالاثر در آن جای گرفته است.
- -     - شهید مدافع امنیت شهید محسن جعفری در بیست و هشتم بهمن ۱۳۹۹ در چابهار به شهادت رسید که در روز سی ام بهمن ۱۳۹۹ در حرم مطهر شاهچراغ (ع) تشعیع شد و در دارلرحمه شهدای شیراز آرام گرفته است*** یک پل و یک خیابان در شیراز و یک میدان در شهرک امام رضا به رسم یادبود بنام این شهید والامقام نامگذاری شده است.

### مزار شهید گمنام
مزار شهید گمنام شهر لپویی، در شهرک مهر امام رضا (ع) و پارک بزرگ این شهرک واقع شده است. این شهید گمنام ۸ سال دفاع مقدس، در تاریخ ۸ دی ماه ۱۴۰۲ در طی مراسمی باشکوه تشیع و خاکسپاری شد.

## سیاه خان
سیاه‌خان لپویی

## تپه باستانی
تپه لپویی

## اطلاعات تاریخی و محلی
لپویی زادگاه بلند قامت ترین مرد در تاریخ ایران است.( زنده یاد مرحوم سیاه خان لپویی طبق اسناد اولین مرد بلند قد در آسیا و چهارمین در جهان می باشد)
لپویی بعد از شهر صدرا دومین شهر دارای پروژه بزرگ مسکن مهر در استان فارس است.( پروژه ۶ هزار واحدی مهر امام رضا)
شهر لپویی بعد از شهر زرقان دومین شهر بزرگ و پر جمعیت در شهرستان زرقان است.
تپه لپویی بعد از تپه های باکون ، ملیان ، پوستچی و موشکی پنجمین تپه باستانی فارس و چهاردهمین در ایران باستان است.
( قدمت تپه لپوئی بیش از شش هزار سال است)
تپه باستانی لپویی به عقیده دکتر سامنر ( محقق آمریکایی )یکی از بزرگترین محل سازنده سفال و ظروف سرخ رنگ در عصر میانه نو سنگی(۳۵۰۰ق.م) بوده است.
لپویی بزرگترین و مجهزترین باشگاه سوار کاری در جنوب کشور را دارا می باشد.
لپویی بعد از شهرهای صدرا و زرقان سومین شهر نزدیک به کلانشهر شیراز است.
لپویی بعد از شهر ایزدخواست دومین شاه راه مواصلاتی فارس می باشد که آزاد راه شیراز ـ اصفهان را به بزرگراه شیراز ـ اصفهان متصل میکند.
لپویی شهر تپه های تاریخی است که تعدادی بدون نام و اثر مدفون شده اند.(اما تماماً تحت مراقبت و حفاظت است)
لپویی شهر دره های تاریخی با سه فرهنگ مختلف است( سه دره تاریخی ثبت ملی)
حمام لپویی یکی از ده حمام های قدیمی و مجهز  در فارس می باشد که مربوط به اوایل دوره زندیه است( حمام قدیم لپویی با قدمتی ۵۵۰ سال)
لپویی بزرگترین پارک حیات وحش منطقه در زمان قبل از انقلاب را داشته است که زیستگاه انواع پرندگان و جانداران خاصی بوده که متأسفانه بدلیل خشکسالی پیاپی از بین رفته است (بیشه زار و دشت آهوچر ـ منطقه کتک و بیدکوه)
لپویی اولین زیستگاه حیوانی خاص بنام کتک بوده که متأسفانه نسل آن انقراض شده( نوعی قوچ کوهی با پاهای خیلی کوتاه که فقط در این منطقه (کتک کنونی) بوده است ) {منطقه دشت و کوهستانی کتک بر همین دلیل نامگذاری شده است}
لپویی ۶ اثر ناملموس و ۲ اثر ملموس در سازمان ملی یونسکو و یک اثر ( سیاه خان) در کتاب گینس به ثبت رسانده است و در بین شهرهای هم رده خود افتخاری بی نظیر است.

## سوغات لپویی
گل رز گل رز در تعدادی گلخانه های مدرن شهر لپویی بصورت کشت و برداشت در چند مدل و رنگ تولید می شوند که در تمام فصول سال بجز داخل کشور به خارج از کشور هم صادر میشوند و این محصول باعث گردیده گلهای رز تولید شده در این شهر به نوعی سوغات تبدیل شوند.
محصولات شتر مرغ پرورش شترمرغ در لپویی سابقه بسیار قدیمی دارد که قدیمی ترین پرورش دهنده در نزدیکی کارخانه آسیاب بوده که سابقه ۲۰ساله دارد که بعد از آن تعدادی پرورش دهنده فعال در لپویی راه اندازی گردید و در تولید گوشت تازه، تخم شترمرغ و جوجه در استان پیشرو هستند.
لبو لبو قرمز یک میوه زمستانی خوشمزه، پر خاصیت و محبوب در کشور محسوب می شود و یکی از اصلی ترین تولیدات کشاورزان در این شهر می باشد که سالیانه صدها تن برداشت و به کارگاه های پخت انتقال داده می شود.
گیاه یونجه یونجه یک گیاه اقتصادی و پر مصرف در صنعت دام بشمار می آید که بجز تامین علوفه دام در تولید عرق گیاهی و فروش بذر و دانه روغنی آن لپویی در استان در جایگاه برتری قرار دارد.گاها فروش سبز آن بصورت تره در شهرهای جنوب کشور و کشورهای حاشیه خلیج هم انجام شده است.
آش تخمک خوراکی بومی پر خاصیت و پر انرژی که از روغن گیاهی ، کنجد، مغز گردو ، مغز بادام و... پخته می شود که مناسب زنان باردار بوده که بصورت گرم قابل استفاده می باشد.
آش آماچک نوعی غذای بومی گرم و آبکی که حاصل خمیر ، تخم مرغ ،روغن می‌باشد که بسیار مقوی می باشد.
نان تیری نان تیری که سابقه درخشانی در فرهنگ و اصالت این شهر دارد یکی دیگر از سوغات شهر لپویی می باشد که گاها با طعم ادویه جات هم پخت و صرف می شود.
نان گرده نوعی نان گرد با اندازه کوچک با زردچوبه و زرده تخم مرغ و ادویه های خاص محلی که طعم خاصی دارد پخت میشود.
نان شیرین محلی تفاوت این نان با نانهای یوخه پزی ها پخت آن توسط زنان محلی و با طعم های متنوع و محلی است و فقط هم در شب عید پخت و بعنوان شیرینی شب عید مصرف می شود.
گیاهان کوهی و دارویی تمام چشم امید مردم منطقه به بارندگی های برکت الهی است تا هر ساله بصورت تفریحی در فصل بهار به دشت و‌ کوههای لپویی  سر بزنند و گیاهانی همچون: آویشن کوهی، پونه کوهی، مروزرشک، چای کوهی ، اسپند، دنبل(نوعی قارچ‌کوهی) سیرموک، و... جمع آوری و استفاده نمایند.
شیره انگور
از دیگر سوغات نادر و سنتی شهر لپویی می توان: گبه، گلیم، قالیچه، سنتورهای دست ساز سنتی، تخم بلدرچین ، گوشت بلدرچین ، برخی میوه ها:آبغوره، قارچ ، خیار ترشی، سیب زمینی ،کدو حلوایی، رب گوجه محلی و... لبنیات سنتی: دوغ بز، شیر آغوز ، شیر تازه گاو ، ماست و دوغ محلی ، نام برد.

## فاصله تا اماکن گردشگری
فاصله شهر لپویی تا شهر زرقان ۵ کیلومتر 
فاصله شهر لپویی تا دروازه قرآن ۲۸ کیلومتر 
مسافت به شهر مرودشت ۱۷ کیلومتر
مسافت به شهر صدرا ۱۹ کیلومتر 
مسافت به شهر بیضا ۴۰ کیلومتر
مسافت به تخت جمشید ۳۳ کیلومتر 
مسافت به بهشت گمشده ۹۲ کیلومتر
مسافت به تنگ غوره دان ۵۲ کیلومتر 
مسافت به حسین آباد سراب ۳۶ کیلومتر 
مسافت به باغ وحش ۱۰ کیلومتر

## منطقه ویژه اقتصادی و صنعتی لپویی فارس
ناحیه صنعتی صنایع کوچک و کارگاههای غیر آلاینده در زمینی ۱۰۰ هکتاری در ضلع شمال آزاد راه پیش بینی شده است.
شهر صنعتی بزرگ در زمینی به مساحت حدود ۴۰۰ هکتار بعنوان سومین شهرک صنعتی بزرگ استان فارس در نظر گرفته شده است. احداث این مجموعه در ضلع شمال غربی شهر لپویی و در نزدیکی اتوبان لپویی - اصفهان پیشنهاد گردیده است.
تمام مراحل این مصوب ۱۵ سال به طول انجامیده است.

## جمعیت
بر پایه سرشماری عمومی نفوس و مسکن در سال ۱۳۹۵، جمعیت شهر لپویی برابر با ۸٬۹۸۵ نفر (۲٬۷۶۱ خانوار) بوده است.